# Khamis Esmaeel
Khamis Esmaeel (arabe : خميس إسماعيل), né le 16 août 1989 à Dubaï aux Émirats arabes unis, est un footballeur international émirien, qui évolue au poste de milieu relayeur à Al-Wahda.

## Biographie

### Carrière en sélection
Avec l'équipe des Émirats arabes unis, il possède 69 sélections pour un but, depuis 2012. 
Il figure dans le groupe des sélectionnés lors de la Coupe d'Asie des nations de 2015, où son équipe se classe troisième.
Il participe également aux Jeux olympiques d'été de 2012. Lors du tournoi olympique organise en Angleterre, il joue trois matchs : contre l'Uruguay (défaite 2-1), la Grande-Bretagne (défaite 2-1), et enfin le Sénégal (match nul 1-1). Les Émirats arabes unis (en) terminent derniers de leur groupe et sont donc éliminés.

#### But international
| But international de Khamis Esmaeel | But international de Khamis Esmaeel                            | But international de Khamis Esmaeel                            | But international de Khamis Esmaeel                            | But international de Khamis Esmaeel                            | But international de Khamis Esmaeel                            | But international de Khamis Esmaeel                            | But international de Khamis Esmaeel                            | But international de Khamis Esmaeel                            | But international de Khamis Esmaeel                            |
| 00                                  | Date                                                           | Lieu                                                           | Compétition                                                    | Résultat                                                       | Adversaire                                                     | Détail                                                         | Détail                                                         | Détail                                                         | Sél.                                                           |
| ----------------------------------- | -------------------------------------------------------------- | -------------------------------------------------------------- | -------------------------------------------------------------- | -------------------------------------------------------------- | -------------------------------------------------------------- | -------------------------------------------------------------- | -------------------------------------------------------------- | -------------------------------------------------------------- | -------------------------------------------------------------- |
| 1er                                 | 21 janvier 2019                                                | Stade Cheikh Zayed, Abou Dabi, Émirats arabes unis             | Huitième de finale de la Coupe d'Asie des nations 2019         | 3-2 a.p.                                                       | Kirghizistan                                                   | 14e                                                            | de la tête                                                     | 1-0                                                            | 68e                                                            |
| Total                               | 1 but (de la tête) en 69 sélections depuis le 6 septembre 2012 | 1 but (de la tête) en 69 sélections depuis le 6 septembre 2012 | 1 but (de la tête) en 69 sélections depuis le 6 septembre 2012 | 1 but (de la tête) en 69 sélections depuis le 6 septembre 2012 | 1 but (de la tête) en 69 sélections depuis le 6 septembre 2012 | 1 but (de la tête) en 69 sélections depuis le 6 septembre 2012 | 1 but (de la tête) en 69 sélections depuis le 6 septembre 2012 | 1 but (de la tête) en 69 sélections depuis le 6 septembre 2012 | 1 but (de la tête) en 69 sélections depuis le 6 septembre 2012 |

## Palmarès

### En club
- Al-Jazira
  - Champion des Émirats arabes unis en 2011
  - Vice-champion des Émirats arabes unis en 2010
  - Vainqueur de la Coupe des Émirats arabes unis en 2011 (en) et 2012 (en)
  - Finaliste de la Supercoupe des Émirats en 2011 et 2012

- Al-Ahli
  - Coupe d'Asie des nations en 2016

### En sélection
- Équipe des Émirats arabes unis
  - Vainqueur de la Coupe du Golfe des nations en 2013
  - Troisième de la Coupe d'Asie des nations en 2015